# Poecilopachys verrucosa
Poecilopachys verrucosa är en spindelart som först beskrevs av Ludwig Carl Christian Koch 1871.  Poecilopachys verrucosa ingår i släktet Poecilopachys och familjen hjulspindlar. Inga underarter finns listade i Catalogue of Life.